# Ordenação quântica
Uma ordenação quântica é qualquer algoritmo de ordenação que é executado em um computador quântico. Qualquer algoritmo quântico de triagem baseada em comparação levaria pelo menos {\displaystyle \Omega (n\log n)} etapas, que já é alcançável por meio de algoritmos clássicos. Assim, para esta tarefa, os computadores quânticos não são melhores do que os clássicos. No entanto, em ordenação em espaço delimitado, algoritmos quânticos superam seus equivalentes clássicas.